# レスリー・リンカ・グラッター
レスリー・リンカ・グラッター（Lesli Linka Glatter, 1953年 - ）は、アメリカ合衆国の映画及びテレビの監督である。初めて監督を務めた短編映画『Tales of Meeting and Parting』（1984年）により、第57回アカデミー賞短編映画賞にノミネートされた。1990年代からは活動の場をテレビに移し、2010年に『マッドメン』の第3シーズン第6話「ガイ・マッケンドリック」により全米監督協会賞を受賞した。「ホームランド」の共同エグゼクティブ・プロデューサーとして良く知られている。

## 経歴
テキサス州ダラスで、ユダヤ人の両親のもとに生まれる。ダンサー、振付師としてキャリアをスタート。パリやロンドンで働いたのち、20代の中頃には日本でダンスなどを教えていた。1981年のある日、渋谷のコーヒーショップで偶然出会った日本人記者（朝日新聞の辻豊氏）の話に興味を惹かれ、それを多くの人に伝えるための手段を模索した結果できあがったのが、短編映画『Tales of Meeting and Parting』である。これをきっかけに彼女は映像の世界へ入ることとなった。 日本語を話すことができ、マッドメンの「菊と刀」の撮影中には、日本人俳優に日本語で話しかけて驚かれた。

## 主なフィルモグラフィ

### 映画
- Tales of Meeting and Parting (1984) 短編映画、監督・製作
- 殺意の大地 Into the Homeland (1987) テレビ映画、監督
- 緊急病棟 State of Emergency (1994) テレビ映画、監督
- Dearフレンズ Now and Then (1995) 監督
- ボストン/愛の炎 The Proposition (1998) 監督

### テレビシリーズ
| 年        | 日本語題 原題                                              | クレジット                         | 備考 |  |
| --------- | ---------------------------------------------------------- | ---------------------------------- | --- |  |
| 1986-1987 | 世にも不思議なアメージング・ストーリー Amazing Stories     | 監督                               | 第1シーズン第14話「英雄になった男」 第1シーズン第23話「ワタシは何でも知っている…」 第2シーズン第19話「忘れじのダイアナ」 |  |
| 1990-1991 | ツイン・ピークス Twin Peaks                                | 監督                               | 第1シーズン第6話 第2シーズン第3話 第2シーズン第6話 第2シーズン第16話 |  |
| 1992      | オン・ジ・エアー On the Air                                | 監督                               | 第2話 第5話 |  |
| 1994      | NYPDブルー NYPD Blue                                       | 監督                               | 第1シーズン第16話「さすらいの愛」 第1シーズン第19話「格闘」 |  |
| 1995-2008 | ER緊急救命室 ER                                            | 監督                               | 第2シーズン第5話「決断の時」 第2シーズン第12話「これも人生」 第4シーズン第22話「心にあいた穴」 第5シーズン第4話「消え去りし者」 第5シーズン第10話「奇跡を起こせし人」 第6シーズン第11話「ドミノ・ハート」 第7シーズン第5話「希望への飛行」 第10シーズン第13話「百日咳」 第11シーズン第4話「恐れ」 第12シーズン第10話「それはイブのこと」 第12シーズン第16話「危うい状況」 第13シーズン第17話「父親の思い」 第15シーズン第10話「幸せを求めて」 |  |
| 1998      | ブルックリン74分署 Brooklyn South                          | 監督                               | 第1シーズン第11話「秘密の事情」 第1シーズン第16話「告白の波紋」 |  |
| 1999-2001 | LAW & ORDER:性犯罪特捜班 Law & Order: Special Victims Unit | 監督                               | 第1シーズン第2話「美人ライターの秘密」 第3シーズン第7話「愛を貫く方法」 |  |
| 2000      | フリークス学園 Freaks and Geeks                            | 監督                               | 第1シーズン第4話「Kim Kelly Is My Friend」 第1シーズン第8話「Girlfriends and Boyfriends」 |  |
| 2000-2002 | ギルモア・ガールズ Gilmore Girls                           | 監督                               | 第1シーズン第1話「似たもの母娘」 第1シーズン第9話「ダンスパーティーと外泊」 第1シーズン第16話「さまよえる恋人たち」 第2シーズン第14話「義理の母候補ナンバーワン」 |  |
| 2001      | サード・ウォッチ Third Watch                               | 監督                               | 第2シーズン第12話「True Love」 |  |
| 2002-2006 | ザ・ホワイトハウス The West Wing                           | 監督                               | 第4シーズン第7話「さいは投げられた」 第4シーズン第15話「就任式（後編）」 第5シーズン第6話「仕切り直し」 第5シーズン第9話「クリスマス・ディナー」 第5シーズン第15話「前副大統領の告白」 第6シーズン第9話「首脳会談の裏で」 第7シーズン第6話「アル・スミス・ディナー」 第7シーズン第21話「岐路に立つCJ」 |  |
| 2005      | The O.C.                                                   | 監督                               | 第2シーズン第7話「ファミリー・タイズ」 |  |
| 2005      | NUMBERS 天才数学者の事件ファイル Numb3rs                   | 監督                               | 第1シーズン第5話「少女誘拐事件」 |  |
| 2005      | レベレーションズ -黙示録- Revelations                      | 監督                               | 全6話のミニシリーズ 第5話と第6話を担当 |  |
| 2005      | グレイズ・アナトミー 恋の解剖学 Grey's Anatomy             | 監督                               | 第2シーズン第8話「運命の人」 |  |
| 2006      | クローザー The Closer                                      | 監督                               | 第2シーズン第10話「守るべき家族」 |  |
| 2007      | HEROES Heroes                                              | 監督                               | 第2シーズン第5話「悪夢との闘い」 |  |
| 2007-2009 | Dr.HOUSE House M.D.                                        | 監督                               | 第4シーズン第8話「下着争奪戦」 第5シーズン第14話「負けるが勝ち」 第6シーズン第10話「医師ウィルソン」 |  |
| 2007-2010 | マッドメン Mad Men                                         | 監督                               | 第1シーズン第5話「5G号室」 第2シーズン第3話「パトロン」 第2シーズン第8話「前に進むとき」 第3シーズン第2話「かげりゆく家族」 第3シーズン第6話「ガイ・マッケンドリック」 第4シーズン第5話「菊と刀」 |  |
| 2009      | ザ・ユニット 米軍極秘部隊 The Unit                         | 監督                               | 第4シーズン第21話「カウントダウン」 |  |
| 2009      | Weeds ママの秘密 Weeds                                     | 監督                               | 第5シーズン第9話「Su-Su-Sucio」 |  |
| 2009      | メンタリスト The Mentalist                                 | 監督                               | 第1シーズン第14話「深紅の情熱」 第1シーズン第19話「12本の赤いバラ」 第1シーズン第5話「赤い恐怖」 |  |
| 2009-2010 | ライ・トゥ・ミー 嘘は真実を語る Lie to Me                  | 監督                               | 第1シーズン第5話「憎しみの傷跡」 第2シーズン第21話「父と娘」 |  |
| 2010      | グッド・ワイフ The Good Wife                               | 監督                               | 第1シーズン第19話「風刺画の波紋」 |  |
| 2010-2012 | トゥルーブラッド True Blood                                | 監督                               | 第3シーズン第8話「Night on the Sun」 第4シーズン第10話「Burning Down the House」 第5シーズン第11話「Sunset」 |  |
| 2010-2013 | プリティ・リトル・ライアーズ Pretty Little Liars           | 監督                               | 第1シーズン第1話「差出人は"A"」 第1シーズン第22話「誰かのために鐘は鳴る」 第2シーズン第25話「仮面の正体」 |  |
| 2012-2014 | ニュースルーム The Newsroom                                | 監督                               | 第1シーズン第8話「内部告発」 第2シーズン第3話「Willie Pete」 |  |
| 2012-2020 | HOMELAND Homeland                                          | 監督                               | 第2シーズン第5話「Q&A」 第3シーズン第1話「Tin Man Is Down」 第3シーズン第2話「Uh... Oo... Aw...」 第3シーズン第6話「Still Positive」 第4シーズン第1話「The Drone Queen」 第4シーズン第3話「Shalwar Kameez」 第4シーズン第6話「From A to B and Back Again」 第4シーズン第12話 「Long Time Coming」 第5シーズン第1,2,7,12話 第6シーズン第3,4,8,12話 第7シーズン第1,2,7話 第8シーズン第1,2,7,12話                                                |  |
| 2012-2020 | HOMELAND Homeland                                          | 共同エグゼクティブ・プロデューサー | 第3シーズン以降 |  |
| 2013      | ウォーキング・デッド The Walking Dead                      | 監督                               | 第3シーズン第9話「死闘の果て」 |  |
| 2023      | ラブ&デス Love & Death                                     | 監督・製作総指揮                   | 全7話 |  |